# Eric Burdon Declares “War”
Eric Burdon Declares “War” ist das Debütalbum der britisch-amerikanischen Band Eric Burdon & War, das 1970 veröffentlicht wurde. Das Album mit einer Mischung aus Jazz, Blues und Soul, der Stimme von Eric Burdon und einem rhythmusbetonten Background war beim Publikum sehr beliebt und führte zu einem großen kommerziellen Erfolg. Als Motto wurde der Slogan „We the People, have declared war against the People, for the right to love each other“ auf das Cover geschrieben.

## Entstehungsgeschichte
Eric Burdon gründete War zusammen mit Lee Oskar direkt nach dem Ende der New Animals. Burdon hatte wenig Interesse am musikalischen Stil seiner Ex-Band und suchte musikalische Erfüllung im Soul und Jazz. Der Rest der Besetzung setzte sich aus den Bands Creation und Night Shift zusammen, die öfter in Watts (Los Angeles) auftraten. Burdons Manager Jerry Goldstein und Steve Gold stellten den Kontakt her. Unter dem Namen Eric Burdon & WAR ging die Band auf Tour, bevor sie ein Album veröffentlicht hatte. Burdon setzte mit der neuen Band auf eine Mischung aus Soul, Jazz und Blues mit einem starken perkussivem Einschlag.

## Musikstil
Das Album beginnt mit einem langsamen, eindringlichen Stück, The Vision of Rassan, das einen Tribut an Rahsaan Roland Kirk darstellt und die musikalischen Wurzeln der Gruppe im Blues und dem Jazz von Kirk, Charlie Parker und John Coltrane widerspiegelt. Das zweite Stück, Tobacco Road, – eine bluesrock-orientierte Cover-Version des Folk-Klassikers von John D. Loudermilk – ist eine Metapher von einem Leben in Schmutz und Armut an der Tobacco Road und dem Wunsch, die Umstände zu ändern. 
Spill the Wine ist ein lateinamerikanisch, erotisch angehauchter Hit („Schütt den Wein weg, nimm das Mädchen…“) und wurde der erste große Erfolg der Gruppe, der es bis auf Platz 3 der US-amerikanischen Charts schaffte. Auslöser soll eine von Lonnie Jordan über ein Mischpult verschüttete Flasche Wein gewesen sein, die die Band zum Studiowechsel zwang und Burdon zu dem Titel inspirierte. 
Blues for Memphis Slim ist um den Blues-Standard Mother Earth (geschrieben von Memphis Slim) gruppiert. Während die Band einen langsamen Blues dahin treibt, erzählt Burdon von Sex, Geburt, Tod und Moral. Das Stück enthält Soli von Charles Miller und Lee Oskar. Beim fünften, nur knapp zwei Minuten langen und getragenen Stück You’re No Stranger überließ Burdon den Bandmitgliedern den Gesang.

## Titelliste
1. The Vision of Rassan – 7:40
Dedication – 2:33
Roll On Kirk – 5:07
2. Tobacco Road – 14:24
Tobacco Road (John D. Loudermilk) – 3:47
I Have a Dream – 6:39
Tobacco Road (John D. Loudermilk) – 3:58
3. Spill the Wine – 4:51
4. Blues for Memphis Slim – 13:08
Birth – 1:31
Mother Earth (P. Chapman) [sic] – 2:46
Mr. Charlie – 3:05
Danish Pastry – 3:18
Mother Earth (P. Chapman) – 2:46
5. You’re No Stranger – 1:55